# Jackson State University
La Jackson State University è una università statale del Mississippi (USA), che ha sede nella capitale dello stato, Jackson.

## Storia
Venne fondata nel 1877 come "Natchez Seminary" dalla Società statunitense battista delle missioni in patria ("American Baptist Home mission Society") a Natchez (contea di Adams) "per il miglioramento morale, religioso e intellettuale dei capi cristiani della gente di colore dello stato del Mississippi e degli stati confinanti".
Nel 1892 la sede fu trasferita a Jackson e nel 1899 cambiò nome in "Jackson College", ampliando le materie insegnate. Nel 1940 fu presa in carico dallo Stato, con lo scopo di servire alla formazione degli insegnanti e tra il 1953 e il 1956 arrivò ad includere un programma di laurea e un programma per il diploma nelle arti e nelle scienze. Nel 1956 prese il nome di Jackson State College.
Il 4 maggio 1970, alla Kent State University, in Ohio, negli Stati Uniti d'America la Guardia Nazionale aprì il fuoco sugli studenti che protestavano da quattro giorni contro l'invasione statunitense della Cambogia. Allison Krause, Jeffrey Miller, Sandra Scheuer, e William Schroeder persero la vita.  Nei pressi del luogo è stato eretto un monumento in loro memoria.  La sparatoria portò a dimostrazioni in tutti i campus universitari degli Stati Uniti d'America, causando la chiusura di molti di questi, sia a seguito di proteste violente sia per dimostrazioni pacifiche. Il campus della Kent State rimase chiuso fino all'estate del 1970. Il 14 maggio dello stesso anno, furono uccisi due studenti della Jackson State University (storico ateneo della popolazione statunitense di origine afro), e molti altri feriti, in circostanze ancor più discutibili, senza destare l'attenzione nazionale.
Nel 1974, a seguito di un programma di espansione edilizia ottenne lo status di università e divenne l'università urbana dello Stato del Mississippi.

## Fondi
Attualmente la Jackson State University è un'istituzione educativa pubblica, supportata da fondi stanziati per legge, dalle rette pagate dagli studenti e da donazioni private.
L'università è membro del "Thurgood Marshall Scholarship Fund", un'organizzazione filantropica che raccoglie finanziamenti a favore di 54 scuole.

## Organizzazione
L'università comprende i seguenti dipartimenti:
- College of Business
- College of Liberal Arts
- College of Lifelong Learning
- College of Education and Human Development
- College of Public Service
- College of Science Engineering and Technology

## Sport
L'università ha squadre sportive di basket, baseball, football americano, softball, golf, pallavolo, tennis, calcio e bowling, molte anche femminili (la pallavolo è solo femminile. La mascotte delle squadre è una tigre ed alcune hanno come soprannome "Blue Bengals".
La squadra di football ha vinto 16 titoli della Southwestern Athletic Conference del NCAA, l'ultimo nel 2007. Anche la squadra maschile di golf ha ottenuto buoni piazzamenti.